# 사보나도
사보나도(이탈리아어: Provincia di Savona)은 이탈리아 북부 리구리아주의 도이다. 도청 소재지는 사보나이다. 면적은 1,545 km2, 인구는 282,607명(2014년 기준)이다.

## 코무네
도에 속하는 코무네는 모두 69개이다.
- 알라시오(Alassio)
- 알벤가(Albenga)
- 알비솔라수페리오레(Albisola Superiore)
- 알비솔라마리나(Albissola Marina)
- 알타레(Altare)
- 안도라(Andora)
- 아르나스코(Arnasco)
- 발레스트리노(Balestrino)
- 바르디네토(Bardineto)
- 베르제지(Bergeggi)
- 보이사노(Boissano)
- 보르게토산토스피리토(Borghetto Santo Spirito)
- 보르조베레치(Borgio Verezzi)
- 보르미다(Bormida)
- 카이로몬테노테(Cairo Montenotte)
- 칼리체리구레(Calice Ligure)
- 칼리차노(Calizzano)
- 카르카레(Carcare)
- 카사노바레로네(Casanova Lerrone)
- 카스텔비안코(Castelbianco)
- 카스텔베키오디로카바르베나(Castelvecchio di Rocca Barbena)
- 첼레리구레(Celle Ligure)
- 첸조(Cengio)
- 체리알레(Ceriale)
- 치사노술네바(Cisano sul Neva)
- 코세리아(Cosseria)
- 데고(Dego)
- 에를리(Erli)
- 피날레리구레(Finale Ligure)
- 가를렌다(Garlenda)
- 주스테니체(Giustenice)
- 주스발라(Giusvalla)
- 라이구엘리아(Laigueglia)
- 로아노(Loano)
- 말리올로(Magliolo)
- 말라레(Mallare)
- 마시미노(Massimino)
- 밀레시모(Millesimo)
- 미올리아(Mioglia)
- 무리알도(Murialdo)
- 나시노(Nasino)
- 놀리(Noli)
- 온초(Onzo)
- 오르코펠리노(Orco Feglino)
- 오르토베로(Ortovero)
- 오실리아(Osiglia)
- 팔라레(Pallare)
- 피아나크릭시아(Piana Crixia)
- 피에트라리구레(Pietra Ligure)
- 플로디오(Plodio)
- 폰틴브레아(Pontinvrea)
- 퀼리아노(Quiliano)
- 리알토(Rialto)
- 로카비냘레(Roccavignale)
- 사셀로(Sassello)
- 사보나(Savona)
- 스포토르노(Spotorno)
- 스텔라(Stella)
- 스텔라넬로(Stellanello)
- 테스티코(Testico)
- 토이라노(Toirano)
- 토보산자코모(Tovo San Giacomo)
- 우르베(Urbe)
- 바도리구레(Vado Ligure)
- 바라체(Varazze)
- 벤도네(Vendone)
- 베치포르티오(Vezzi Portio)
- 빌라노바달벤가(Villanova d'Albenga)
- 추카렐로(Zuccarello)